# Лъвът през зимата (филм, 1968)
Лъвът през зимата (на английски: The Lion In Winter) е драматичен филм от 1968 г., базиран на едноименната пиеса на Бродуей от Джеймс Голдман. Режисьор на филма е Антъни Харви, продуциран от Джоузеф Е. Левин, Джейн Н. Нюсбаум и Мартин Анкъл. Филмовите звезди, които участват във филма са Питър О'Тул, Катрин Хепбърн, Антъни Хопкинс (в дебюта си в киното), Джейн Мероу, Тимоти Далтон (в дебютния си филм) и Найджъл Тери.
Филмът е комерсиален успех и печели три награди Оскар и две награди Златен глобус. През 2003 г. има нова версия на филма, адаптирана за телевизия с Глен Клоуз в главната роля.